# 蓝羽日和
蓝羽日和（日语：／，3月23日—），現寶塚歌劇團星組娘役，暱稱，愛知縣名古屋市人，曾就讀於名古屋女子大學高等學校，身高160公分。

## 簡介
- 2021年，畢業於寶塚音樂學校，進入寶塚歌劇團，107期生。同期生有七彩はづき(現花組娘役)、白綺華(現雪組娘役)、詩花すず(現星組娘役)[2][3]。初次登台表演為宙組公演『シャーロック・ホームズ-The Game Is Afoot!- （夏洛克·福爾摩斯-The Game Is Afoot!-）』[2][3][4][5][6]，之後被分到星組[7]。
- 2022年，第一次擔任新人公演女主角，劇目是『ディミトリ〜曙光に散る、紫の花〜(徳米特里～在曙光下飄落的紫之花，改編自並木陽原作「夕陽之國的魯速丹」)』[8][9][10][11][12]。

## 寶塚歌劇團時期

### 初舞台
- 2021年6-9月 宙組公演『シャーロック・ホームズ-The Game Is Afoot!- （夏洛克·福爾摩斯-The Game Is Afoot!-）』『Délicieux（デリシュー）!-甘美なる巴里-(Délicieux！－甜美的巴黎－)』[3][4][5][6]

### 星組時期
- 2021年9-12月『柳生忍法帖(改編山田風太郎原作同名小說)』『モアー・ダンディズム!(Neo Dandyism!)』[13]
- 2022年4-5月 寶塚大劇場『めぐり会いは再び next generation-真夜中の依頼人（ミッドナイト・ガールフレンド）-(再次相逢next generation－深夜中的委託人～，改編皮耶·德·馬里沃原作劇本「愛情與偶然狂想曲」)』『Gran Cantante（グラン カンタンテ）!!』[3][14]※寶塚大劇場新人公演取消
- 2022年6-7月 東京寶塚劇場『めぐり会いは再び next generation-真夜中の依頼人（ミッドナイト・ガールフレンド）-(再次相逢next generation－深夜中的委託人～，改編皮耶·德·馬里沃原作劇本「愛情與偶然狂想曲」)』新人公演 飾演:ポルックス(波盧斯)(正式公演:詩ちづる)『Gran Cantante（グラン カンタンテ）!!(偉大的歌手)』[14]
- 2022年9月 寶塚Bow Hall『ベアタ・ベアトリクス(貝塔・碧翠絲)』飾演:少年ロセッティ(少年但丁·加百列·羅塞蒂)[15]
- 2022年11月-2023年2月 『ディミトリ〜曙光に散る、紫の花〜(徳米特里～在曙光下飄落的紫之花，改編自並木陽原作「夕陽之國的魯速丹」)』飾演:タマラ王女(塔瑪拉公主) 新人公演 飾演:ルスダン(鲁速丹)(正式公演:舞空瞳)『JAGUAR BEAT-ジャガービート-』[8][9][10][11][12][16][17][18]＊第一次擔任新人公演女主角
- 2023年4月 寶塚Bow Hall 『Stella Voice(星之聲)』[3][19][20]
- 2023年6-8月 『1789-バスティーユの恋人たち-(1789─巴士底獄的戀人們─)』[21]
- 2023年10-11月 博多座『ME AND MY GIRL』[3][22]
- 2024年1-2月 『RRR×TAKA"R"AZUKA〜√Bheem〜（アールアールアール バイ タカラヅカ〜ルートビーム〜）(RRR by 寶塚 ～根號比姆～,改編印度電影「RRR」)』新人公演 飾演:ポピー(波比)(正式公演:二條華)『VIOLETOPIA（ヴィオレトピア）(紫羅蘭托邦)』[23]
- 2024年6月 梅田藝術劇場、東京建物Brillia HALL 『夜明けの光芒(黎明的曙光，改編查尔斯·狄更斯原作小說「遠大前程」)』飾演:ピップ（少年）(少年皮普)[24]
- 2024年8-12月 『記憶にございません！(失憶的總理大臣)』飾演:田原坂46 新人公演 飾演:ジェット・和田(傑特・和田)(正式公演:都優奈)『Tiara Azul －Destino－（ティアラ・アスール　ディスティノ）(藍色王冠-命運)』[25]
- 2025年1-2月 寶塚Bow Hall『にぎたつの海に月出づ(月出熟田津之海)』[26]
- 2025年4-8月 『阿修羅城の瞳(阿修羅城之瞳，改編劇團☆新感線製作，中島一基編劇同名舞台劇)』新人公演 飾演:少女(正式公演:茉莉那ふみ)『エスペラント！(世界語/希望語)』[27]
- 2025年9-10月 『ダンサ セレナータ(舞者小夜曲)』飾演:ミージア(米西亞)『Tiara Azul －Destino－（ティアラ・アスール　ディスティーノ）II(藍色王冠-命運2)』[28]※全國巡迴公演

## 外部連結
- 寶塚官網蓝羽日和簡介（页面存档备份，存于）